# کارکاسی
کارکاسی (انگلیسی: Carcasí) نام یک منطقه مسکونی در کلمبیا است.